# 퇴행
퇴행(退行, 영어: regression)은 어떤 이유로 인해 충동을 충족시킬 수가 없어 자아(自我)가 위기에 처하게 될 때, 심리적으로 이전 성장단계로 되돌아가면 정신적 평안을 얻을 수 있는 상태를 말한다. 예를 들어, 어린아이가 동생에게 빼앗긴 어머니의 애정을 되찾으려고 자리에 오줌을 싸거나 걷는 대신 기어다닌다. 담배를 피우거나 껌을 씹는 행위에도 퇴행의 요소가 있다고 한다. 퇴행의 대표적인 상태는 수면이며, 누구나 하루에 한번은 가장 원시적인 상태인 수면으로 돌아가 피로를 푼다.
퇴행에 대해서 지그문트 프로이트(Sigmund Freud)는 비교적 적응 가능한 방식으로, 감당하기 어려운 충격을 대하지 않으면서, 일시적 혹은 장기적으로 자아를 초기 발달 단계(eariler stage of development)로 회귀시키게 하는 방어 기제(defense mechanism)라고 정의하였다. 정신분석학 이론에서 퇴행 방어 기제는 개인의 성격을 초기 발달 단계로 회귀시켜서 아이스러운 버릇을 보일 때 발생한다고 하였다.

## 프로이트: 퇴행과 신경증
프로이트는 발달 제약(inhibited development), 고착(fixation), 퇴행을 신경증(neurosis)이 형성되는 핵심 구성요소로 보았다. 리비도 기능(libidinal function)이 발달 지체를 거친다고 주장하면서, 프로이트는 리비도 기능 발달 지체로 인하여 제약과 퇴행의 위험이 동반된다고 추측하였다. 제약은 고착을 낳으며, 발달 경로에서 고착이 점차 강력해질 수록, 고착으로 퇴행하는 방식으로 리비도 기능이 점차 서서히 외적 어려움을 회피할 것이라고 보았다.
그러므로 프로이트에게 있어 신경증은 동시에 만족을 주지 않는 성생활의 초기 국면에서 퇴화(involution), 퇴행, 회귀(return)의 경로를 따라 불만족스러운 현실로부터 회피하는 양상을 낳게 되는 것이다. 이러한 퇴행은 리비도라는 성욕(erotic needs)이 초기의 발달 단계를 상기시키면서 일시적인 것과, 원래의 원초적인 방식의 정신 표출이 이러한 욕구들을 표면화하는 방식으로 이용되는 정형화된 것으로 나뉜다.
퇴행과 관련된 행동들은 한 개인이 고착된 단계에 상당히 의존한다. 구강단계(the oral stage)에 고착된 개인은 과도하게 음식을 먹거나 담배를 피우거나 공격적인 언행을 하게 된다. 항문단계(the anal stage)에 고착된 경우, 과도한 청결이나 불결함을 보이게 한다. 프로이트는 몇몇 고착은 발달 과정에서 두고 지나치며, 각각의 고착들은 멀리 두었던 리비도가 돌입하게 만든다. 나중에 획득된 고착에서 시작하여, 생활양식이 진전됨에 따라 원래적인 것들로 다가게 된다.

## 크리스: 자아를 위한 퇴행
오스트리아의 미술사학자이자 정신분석학자인 에른스트 크리스(Ernst Kris)는 프로이트의 일반 이론에 '자아를 위한 퇴행(regression in the service of the ego, 혹은 '자아의 통제하에 이뤄지는 퇴행' 등)'이라는 종개념(specific notion)을 추가하였다. 종개념이라고 칭한 것은, 전의식적 요소(preconscious material)와 무의식적 요소(unconscious material)가 창작자의 의식(consciousness)에서 나타난다는 뜻이다. 때문에 크리스는 자아심리학(ego psychology)에 있어 퇴행에 대한 긍정적인 관점을 취하하게 하는 길을 열었다. [이보다 앞서 [칼 융]](Carl Jung)은 환자의 퇴행 경향이 단순히 유아증(infantilism)의 재발이 아니라 필요한 것을 얻으려는 시도이며, 또한 어렸을 적의 순수함이라는 보편적인 감정, 안전하다는 느낌, 보호받는다는 느낌, 사랑을 주고받은 느낌, 신뢰의 느낌을 얻으려는 것이라고 주장한 바 있다. 그러나 크리스는 자아가 일차과정(primary process)을 통제하고 이로운 방향으로 이끌어 가는 영감(inspiration)은 자아가 일차과정에 압도된 상황과는 구분되어야 한다고 보았다.
그럼에도 '자아를 위한 퇴행'은 창작과정의 준낭만주의적(quasi-Romantic) 이미지로 점차 확장되었다. 이 창작과정 안에서, 심오한 퇴행이라는 불같은 태풍 속에서, 개인이 구조 해체와 재조직을 행하는 과정 속에서, 천재는 오이디푸스 컴플렉스를 안고 있는 무리들이 필요성을 강조하고 강화한 동일시(identification)를 통하여 억지로 (자기 자신과) 통합한 기존의 패턴들로부터 자기 자신을 꺼낼 수 있게 되는 것이다.
이로 인해, 1960년대가 되면, 퇴행을 긍정적으로 재평가하는 단계로까지 나아갔다. "이러한 특정 유형의 여정에서, 우리가 취해야 할 방향은 뒤에 있고 그 안에 있다. 저들은 우리가 퇴행하고 있으며 자신들과 단절되어 있다고 말할 것이다. 분명한 것은, 우리는 현실에 접근하기 위하여, 뒤로 돌아가는 길고 긴 길을 가지고 있다"는 것이다. 그러나 융학파(Jungians)들은 낭만주의적 퇴행은 이성적이고 개인적인 측면을 희생하는 댓가를 치루게 하는 비이성적인 측면에 굴복하는 것이라고 경고한 바 있다. 이에 대해 프로이트는 '심리 발달에서의 기이한 가소성은 방향 설정에 있어 제한이 없다. 후기에 속하는 높은 수준의 발달은 한번 방치되면 다시는 도달할 수 없다는 것은 분명하기 때문에, 퇴화와 퇴행 능력으로 묘사될 수도 있다'는 달갑지 않은 의견을 보였다.

## 이후 연구
1936년, 안나 프로이트(Anna Freud)는 자신의 방어기제 목록에 퇴행을 포함시켰으며, 초기 발달 단계에 고착된 개인은 안 좋은 소식을 들으면 울거나 골을 내는 것처럼, 사람은 자신이 고착된 성심리 발달 단계(the stage of psychosexual development)에서 유래하는 행동들을 한다고 주장하였다.
마이클 발린트(Michael Balint)는 두 가지 퇴행 유형을 구분하였다. 오이디푸스 컴플렉스 수준의 신경증 환자들이 자주 보이는 악성 퇴행(malignant regression), 그리고 기본적 결함 성향(basic-fault)의 환자가 보이는 양성 퇴행(benign regression)이다. 이 경우, 문제는 환자의 퇴행은 치료해야 하고 병리적 퇴행(pathological regression)의 위험은 피해야 한다는 것을 환자에게 확신시키기 위하여 분석자는 무엇을 해야 하는가로 귀결된다.
이외에도 상호보완적이면서도 또다른 각도에서 퇴행을 다뤄야 한다는 기술상의 딜레마에 대하여 강조하는 경우도 있다. 예를 들어, 치료 과정에서 환자의 퇴행 상태가 젖먹이 유아 상태로 판단된다고 섣불리 추측하는 것은, 환자가 성인으로서 기능하는 것과 치료자에 대한 환자의 시각을 이해하는 것을 막을 수도 있다. 반대로 환자가 퇴행요소를 드러내면, 치료자가 이로부터 후퇴하고 자신의 후퇴를 정당화하기도 한다. 환자가 분석자나 치료자를 신뢰하면, 퇴행은 치료자의 공포 후퇴 때문이 아니라 치료자가 환자를 이해하는 과정에서 드러나는 내면 세계의 불안 양상에 불과할 것이다.
피터 블로스(Peter Blos)는 초기 정신 자리(early psychic positions)를 재검토하는 것은 청소년들이 가족이라는 봉투(family envelope)에서 빠져나오는데 도움이 된다고 했으며, 청소년기 퇴행은 발달을 진전시킨다고 하였다. 스탠리 올리닉(Stanley Olinick)은 임상 치료동안 분석가를 위한 '타자를 위한 퇴행(regression in the service of the other)'이라고 하였다.
통증이나 장애 징후가 드러나는 것도 퇴행과 관련된다. 퇴행이 개인 성격과 문제 해결의 일상 전략(life strategy)의 기반이 되면, 어린아이 같은 성격을 유발한다.

## 문학작품 속에 묘사된 퇴행
- 샐린저(J.D. Salinger)의 『호밀밭의 파수꾼(The Catcher in the Rye)』에는 퇴행 행동 사례가 나타난다. 주인공 홀든 콜필드(Holden Caulfield)는 자신의 여러 행동 변화들로 인하여 형성된 현실도피, 비현실적인 기대감과 좌절이라는 유아적 발상으로 퇴행하여, 시간의 흐름과 성인이 되어가는 과정에 대하여 끊임없이 반발한다. 자기와 맞지 않는다는 이유로 홀든이 보이는 책임감과 사회화에 대한 거부는 반동형성(reaction formation), 부적절한 일반화, 상습적인 거짓말을 하게 한다.

- 사무엘 베케트(Samuel Beckett)의 『크라프의 마지막 테이프(Krapp's Last Tape)』에서도 유사한 예시가 있다. 크라프는 평온한 어린 시절에 고착되어 자신의 소굴(den)에서 태아 상태를 재연한다. 크라프는 여성들과 성숙한 관계를 맺지 못하고 이들을 죽은 엄마의 대체물로서만 바라본다. 크라프는 자신의 태아 컴플렉스(fetal complex)와 관련된 통증을 앓게 되고 스스로 소화기능을 수행하기 위하여 분투한다. 소화기능과 관련되어 있다는 점에서 말그대로 항문애성 신경질 성향(anal retentiveness)을 보이는 크라프는 독립적인 성인으로서 성장하지 못하는 전형적인 사례가 된다.

## 같이 보기
- 고착
- 마이클 발린트
- 방어기제
- 분열성 인격장애
- 신경증
- 역행
- 지그문트 프로이트
- 호밀밭의 파수꾼
- 홀든 콜필드